# Југотон
Југотон је била прва дискографска кућа основана на простору бивше Југославије, која је била смештена у Загребу. Основана је 7. јула 1947. године на темељима национализованог „Електротона“.

## Историја
Југотон је основан 7. јула 1947. године у Загребу. Прву плочу издаје исте године, сингл са каталошким бројем J-1001, на коме се налазе две далматинске песме „Ти твоји зубићи“ и „Један мали бродић“ у извођењу групе „Zagreb Male Quintet“. У то време Југотон је производио и галантерију и козметичку амбалажу, а пуни назив му је био „Творница грамофонских плоча и прибора, те галантерије из пластичних маса“. Већ прве године постојања произведено је 33.000 грамофонских плоча. Непуну деценију касније, 1956 године се асортиман употпуњује грамофонским плочама од винила (ЛП плоче са пречником од 25 центиметара), а исте године објављују прве плоче са народном музиком и прву солистичку плочу забавне музике, са насловом „Пјева вам Иво Робић“.
Године 1957. почињу с издавањем синглица (45 окретаја у минути) и ЕП-а (33 окретаја и више места на плочи за дуже композиције). Година 1958. била је врло занимљива за Југотон, издали су преко 500.000 плоча и произвели прву плочу са стерео звуком, наслов "Там кјер мурке цвето" квинте]а Арсеник. Крајем 1959. године оснива се још једна дискографска кућа на просторима бивше Југославије, београдски ПГП РТБ.
Током 1960. године, Југотон производи преко 1.400.000 плоча, а загребачки РИЗ  производи 100.000 грамофона. На локацији Дубрава (Загреб) се поставља камен темељац за нови Југотонов погон. Погон с радом почиње 23. октобра 1963. године, а већ тада производе 10.000.000 грамофонских плоча годишње.
Југотон потписује и прве лиценцне уговоре са страним издавачким кућама RCA, Polydor и Decca те почиње са објављивањем албума страних музичара међу којима су се нашли и Елвис Пресли, Битлси, Ролингстонс, Мадона, U-2, Дејвид Боуи, Јуритмикс, Кејт Буш, Крафтверк, Квин, Дип перпл, Пинк флојд и Ајрон мејден.
Југотон је објавио многе албуме популарних музичких група бивше Југославије, између осталог Бијелог дугмета, Азре, Електричног оргазма, Идола, Хаустора и групе Леб и сол, а први домаћи рок албум, Наши дани, објављен у новембар 1968., снимила је Група 220. Почетком седамдесетих година двадесетог века расте производња албума домаћих аутора, те своје плоче објављују Драго Млинарец као солиста 1971., и бендови  група и Тајм 1972..
У фонотеци дискографске куће Croatia Records налази се преко 70.000 музичких снимака и 14.000 носача звука са композицијама аутора из свих република бивше Југославије.

## Конкуренција
На подручју бивше Југославије постојало је још неколико дискографских кућа, основаних као конкуренција Југотону, између осталих: београдски ПГП РТБ (из кога је касније настао ПГП РТС), загребачки SUZY, сарајевски Дискотон и љубљански ЗКП РТЉ.